# Partit Parlamentari Irlandès
Partit Parlamentari Irlandès (anglès Irish Parlamentary Party, irlandès Páirtí Parlaiminteach na hÉireann) també anomenat Partit Irlandès o Partit del Home Rule fou creat el 1882 per Charles Stewart Parnell, líder del Partit Nacionalista, com a partit parlamentari dels nacionalistes irlandesos elegits a Westminster fins al 1918. El seu objectiu era aconseguir la independència d'Irlanda i la reforma de la terra per mètodes parlamentaris i legals. Una de les seves principals fites era l'assoliment de l'autogovern d'Irlanda al tombant del segle xix al xx.

## Origen
Té el seu origen en la Home Government Association, fundada per Isaac Butt el 1870 com a escissió del Partit Conservador Irlandès, que defensava una limitada autonomia per tal de protegir els afers interns i els interessos dels terratinents protestants. Això es produí després que a les eleccions de 1868 guanyessin els liberals de William Gladstone (65 de 105 escons irlandesos) i restablís la pau religiosa amb la Llei de Restabliment de l'Església Irlandesa de 1869 per a l'Església Anglicana a Irlanda, que era minoria i votava conservador. També va aprovar la Llei de la Terra de 1870, pel qual imposava normes per tal d'evitar les eviccions.
L'Associació va adoptar el programa de reforma de la terra, més poders al Parlament de Dublín i a favor de concedir poders educatius a l'església catòlica, per tal de guanyar el seu suport. El 1872 es va introduir el vot secret i a les eleccions l'Associació es presentà a eleccions com a Home Rule League, sense Butt i amb molts antics liberals, i va obtenir 59 escons.

## La lluita per la terra
Tanmateix els liberals van perdre les eleccions i els discursos de Butt no aconseguiren el suport a les reformes proposades. Així, un grup de vint diputats s'organitzà a Dublín i optà per l'obstruccionisme parlamentari a totes les lleis que afectessin a Irlanda. Aquesta tàctica fou condemnada per Butt, però el 1876 va rebre el suport de Charles Stewart Parnell. Aquest convencé Gladstone d'amnistiar el dirigent fenià Michael Davitt, a qui Parnell convencé de marxar a Amèrica el 1877 i entrevistar-se amb John Devoy, cap del Clann na Gael. Aquest el 1878 s'entrevistà amb Parnell i el convencé de donar suport econòmic i tàctic a la seva causa. Així el 1879 Davitt va fundar la Lliga Nacional Irlandesa de la Terra (INLL), de la que Parnell en fou nomenat president. Immediatament marxà a Amèrica amb John Dillon per tal de recollir diners i suport a la seva causa.
A les eleccions al Parlament del Regne Unit de 1880 van ser escollits 64 membres de l'Associació, d'ells 24 partidaris de Parnell, cosa que facilità que Parnell fou nomenat cap de la dividida Associació (Butt havia mort un any abans). Els conservadors de Benjamin Disraeli havien estat derrotats, però la nova Llei de la Terra de 1881 no eliminava les eviccions, cosa que inicià una nova campanya de boicots i agitació per la terra. Per aquest motiu, Parnell, juntament amb John Dillon, William O'Brien, Michael Davitt i William Redmond, foren empresonats l'octubre de 1881 en aplicació de la Llei de Coerció Irlandesa a la Presó de Kilmainham per sabotejar la llei, en incitar als llogataires a no pagar les rendes; tot i que la Lliga era contrària a l'ús de la violència, es produïren alguns assassinats.
L'abril de 1882 Parnell arribà a un acord amb el govern britànic per acabar amb la violència agrària, cosa que li va fer perdre el suport de Devoy, però va mantenir-lo al marge de la repressió després de l'assassinat de Phoenix Park del secretari per a Irlanda. Això suposaria que durant 20 anys els partidaris de l'ús de la força física van deixar de jugar un rol a la política irlandesa.

## El Partit parlamentari
Fracturada la Lliga, l'octubre de 1882 Parnell va crear la nova Lliga Nacional Irlandesa (INL), que combinava agrarisme moderat, reclamació d'autogovern i rol electoral. L'estructura, però era jeràrquica i autocràtica basada en el control parlamentari i en el prestigi de Parnell. Una de les causes de la seva revitalitazació fou l'aliança tàcita amb l'Església Catòlica. A final d'any tenien 282 branques (592 el 1885). Timothy Harrington fou secretari i William O'Brien i Timothy Healy editaren el seu òrgan United Ireland.
La reforma electoral de 1884, endemés, va augmentar el nombre d'electors irlandesos de 220.000 a 500.000 de cara a les eleccions de 1885, on va obtenir 63 de 85 escons (17 a l'Ulster). Pel gener de 1886 ja tenia 1.262 branques. Durant aquells anys fou una formidable maquinària política construïda sobre la cultura tradicional rural d'Irlanda i que actuava com a parlament no oficial, cort de justícia, govern i policia. Endemés, T. P. O'Connor va obtenir un escó per Liverpool de 1885 a 1929, fora d'Irlanda. Els seus militants passaren de ser fills de terratinents el 69% el 1869 al 47% el 1874, obrint-se a la classe mitjana.

## La lluita pelHome Rule
El principal objectiu de Parnell i del partit era assolir l'autogovern (Home Rule), però els liberals van viure l'escissió del Partit Liberal Unionista per la qüestió irlandesa, cosa que el va fer girar als conservadors després de les eleccions de 1885: 86 irlandesos, 335 liberals, 249 conservadors. Gladstone va passar un Projecte de Home Rule de 1886, però fou derrotat per 341 vots a 311.
Això va provocar una gran inquietud política entre els unionistes protestants, que temien l'establiment d'un parlament de majoria catòlica intolerant a Dublín. Això els va moure a reviure l'Orde d'Orange i a impulsar el Partit Unionista Irlandès, alhora que els conservadors proposaven la separació de l'Ulster i l'autonomia només per al Sud. La derrota del projecte provocà la convocatòria d'eleccions del 1886, on conservadors i liberals unionistes eren majoria. Tanmateix, el partit va mantenir els 85 escons i començà una campanya per a guanyar-se l'opinió pública anglesa, alhora que la Lliga de la Terra continuava amb la seva agitació.
Nogensmenys, Parnell fou víctima d'una campanya de desprestigi, quan el 1890 els Papers de Pigott intentaven incriminar-lo en actes violents, i quan poc després es descobrí les seves relacions amb la divorciada Katherine O'Shea, amb la que es casà el 1891; això fou un escàndol per a la societat victoriana i provocà la divisió del partit de cara a les eleccions de 1891: els parnellistes de la Lliga Nacional Irlandesa de John Redmond i els antiparnellistes de la Federació Nacional Irlandesa (INF) de John Dillon i Timothy Healy amb suport de l'església. El 1892 va morir de cansament.
A les eleccions la INL va obtenir 9 escons i 1/3 dels vots irlandesos, i els INF 72 escons. Gladstone, però, va mantenir la seva promesa i presentà un nou projecte de Home Rule el 1893, que va xocar amb oposició al carrer dels unionistes i que fou rebutjat finalment a la Cambra dels Lords. Gladstone el retirà el 1894.
A les eleccions de 1895 venceren novament els conservadors i aparcaren el tema, imposant el que Arthur Balfour anomenava unionisme constructiu. El moviment va caure en l'apatia., El 1898 O'Brien va perdre el seu escó i juntament amb Davitt van fundar la nova Lliga Unida Irlandesa, (UIL), que va atraure membres d'ambdúes fraccions i amenaçà de presentar-se a eleccions contra ells. Això i la condemna a la guerra bòer de 1899 va dur les dues fraccions a unir-se novament el 1900, sota la direcció de Redmond. A les eleccions de 1900 va assolir 77 escons. Els esforços se centraren en la reforma de la propietat de la terra, i així el 1903 fou aprovada la Land Purchase Act. Però això provocà enfrontaments interns degut a la influència creixent de l'Antiga Ordre dels Hibernis (AOH), el secretari de la qual era Joseph Devlin, jove advocat de Belfast secretari de Dillon. El 1904 O'Brien fou expulsat del partit, acusat d'avantposar la qüestió agrària a l'autonomia.
A les eleccions de 1906 els liberals van obtenir 379 escons i els irlandesos 82. Asquith va prometre novament l'autogovern a canvi del suport parlamentari. Així es va aprovar un programa d'habitatges rurals. A les eleccions de 1910 els liberals perderen la majoria i restaren en mans dels irlandesos. El 1911 s'aprovà la Parlament Act que limitava el dret de veto de la Cambra dels Lords, i es va redactar un nou projecte d'autogovern el 1913. L'oposició del Partit Unionista de l'Ulster aquest cop més organitzada, fou ferotge: Edward Carson organitzà manifestacions amb l'Ordre d'Orange i fundà els Voluntaris de l'Ulster, alhora que els parlamentaris fundaren els Voluntaris Irlandesos, tot reclutant membres de la Germandat Republicana Irlandesa i fenians. Redmond va menystenir l'oposició unionista, i Carson va aconseguir que l'Ulster en fos exclòs. Després d'agres debats parlamentaris es va proposar un nou projecte d'autonomia el setembre de 1914.

## Declivi
L'amenaça de guerra civil irlandesa fou aparcada per l'esclat de la Primera Guerra Mundial. L'aplicació de l'autonomia fou suspesa, els Voluntaris de l'Ulster s'allistaren en la 36a Divisió Ulster i els Voluntaris Irlandesos en la 10a i 16a Divisions Irlandeses. Redmont va fer crides als voluntaris a donar suport a l'esforç de guerra aliat. Però les divisions dels voluntaris irlandesos no comptaven amb comandaments amb experiència militar i foren posats amb uniforme anglès sota oficials anglesos, cosa que fou molt impopular. Molts van morir als Dardanels i a Gal·lípoli. Endemés, l'aixecament de Pasqua de 1916 va rebre el suport de molts voluntaris i la repressió del general Maxwell va suscitar fortes simpaties per a la seva causa. El 1917 s'intentà una nova Convenció Irlandesa per a aplicar autonomia, per Lloys George, però també fou un fracàs.
El 1918 va morir John Redmond i John Dillon fou escollit nou cap. L'ofensiva alemanya provocà una lleva forçosa d'irlandesos; el partit parlamentari abandonà els seus escons com a protesta i organitzà manifestacions, però a poc a poc fou desplaçat pel nou Sinn Féin, republicà i partidari de la força física, que aleshores ja comptava amb 1.500 clubs arreu de l'illa.

## Epíleg
A les eleccions al Parlament del Regne Unit de 1918 va obtenir el 21,7% dels vots i 220.837, però només obtingué 6 escons, mentre que Sinn Féin 46,9% (476.087) i 73, el Partit Unionista de l'Ulster (30,2% i 305.206) 26 escons. Fins i tot el cap John Dillon va perdre el seu escó. El partit es va dissoldre i les restes s'uniren al nou Partit Nacionalista de Joseph Devlin.
Els pocs membres formaren part del nou Dáil Éireann format el 21 de gener de 1919, no reconegut pels britànics i que provocà la guerra angloirlandesa. Els britànics, s'entestaren a aplicar una llei d'autogovern que reconeixia la partició d'Irlanda i que provocaria el Tractat angloirlandès i la guerra civil irlandesa. Després de la guerra, la majoria de membres del partit al sud s'uniren al Cumann na nGaedheal; alguns s'unirien posteriorment al grup profeixista Blueshirts i participarien en la guerra civil espanyola del costat franquista.

## Líders del partit (1882–1921)
- Charles Stewart Parnell (1882–1891)
- John Redmond (Parnellista) (1891–1900)
- Justin McCarthy (anti-Parnellista) (1891–1892)
- John Dillon (anti-Parnellista) (1892–1900)
- John Redmond (reunificat) (1900–1918)
- John Dillon (1918)
- Joe Devlin (1918–1921)